# Tomi Vozab
 (juin 2016).
Tomi Vozab, né le 26 avril 1990 à Zagreb, est un joueur de handball croate évoluant au poste de demi-centre.

## Clubs
- RK Moslavina Kutina (D1) : 02/22-
- RK Dubrava Zagreb (D1) : 2021-01/22
- RK NEXE (Ligue SEHA) : 2018-2021
- USAM Nîmes Gard (LNH) : 2017-2018
- Saran Loiret Handball (LNH) : 2016-2017
- Saran Loiret Handball (PRO D2) : 2015-2016
- Cernay Wattwiller Handball (N1) : 2013-2015
- RK NEXE (Ligue SEHA) : 2012-2013
- RK Dubrava Zagreb (D1) : 2011-2012
- HRK Gorica (D1) : 2010-2011
- RK Petrinja (D2) : 2009-2010
- RK Dubrava Zagreb (D1) : -2009

## Palmarès
En club
- Coupe de France : finaliste en 2018
- Championnat de France de PRO D2 (1) : 2015-16

Distinctions individuelles
- Lidl Starligue LNH révélation de la saison : deuxième place 2016-2017
- Joueur Made in Hand du mois de décembre 2016
- Sélectionné pour le Hand Star Game 2016-2017 (Demi-centre, Sélection étrangère)
- Meilleur arrière gauche du Championnat de France de PRO D2 en 2015-16 / 118 buts (26 matchs)
- Meilleur demi-centre du Championnat de France de N1M Poule 3 en 2014-15
- Meilleur buteur des trois poules de N1 avec 197 buts (21 matchs) en 2014-15
- Meilleur demi-centre du Championnat de France de N1M Poule 3 en 2013-14
- Meilleur buteur des trois poules de N1 avec 205 buts (24 matchs) en 2013-14
- Meilleur joueur du championnat croate de D2 en 2009-10